# Citation (art)
Pour les articles homonymes, voir Citation.
Dans le milieu de l'art contemporain, la citation est un élément d'une œuvre qui reprend un thème ou un procédé technique appartenant au passé. Il s'agit d'un clin d'œil.
La citation est un processus artistique au cours duquel un artiste se saisit d’une œuvre mondialement connue et l’utilise dans certains buts bien définis. Il faut bien insister sur le terme « utilise » : il ne s’agit pas de « rapporter » ou de « mentionner » tout en réservant les droits d’auteur (forme habituelle pour un récit littéraire). « Utiliser » ne signifie pas non plus copier ou imiter ; l’artiste prend le rôle de l’improvisateur et de l’interprète. Il emprunte un sujet de l’héritage culturel (national ou international) et le transpose, le présente dans un autre contexte. Il lui cherche de nouvelles formes artistiques qui lui sont propres, il lui attribue de nouveaux aspects idéologiques, de nouvelles et diverses convictions. Son point de vue est radicalement différent et en accumulant tous ces moyens, il crée une œuvre indépendante, pleine d’originalité. La citation n’est pas une simple imitation mécanique et irréfléchie, ce n’est pas non plus une spoliation d'autrui de son travail ; c’est un processus plein de difficultés et de contradictions, derrière lequel se cache une stratégie de l’artiste contemporain, qui implique l’individualité du créateur, son choix et son parti-pris artistique.